# Lubieszów (Żagań)
Pour les articles homonymes, voir Lubieszów.
Lubieszów (prononciation : [luˈbjɛʂuf]) est un village polonais de la gmina de Wymiarki dans le powiat de Żagań de la voïvodie de Lubusz dans l'ouest de la Pologne.
Il se situe à environ 6 kilomètres au nord-est de Wymiarki (siège de la gmina), 15 kilomètres au sud-ouest de Żagań (siège de le powiat) et 52 kilomètres au sud-ouest de Zielona Góra (siège de la diétine régionale).
Le village comptait approximativement une population de 230 habitants.

## Histoire
Le nom allemand du village était Liebsen.
Après la Seconde Guerre mondiale, avec les conséquences de la Conférence de Potsdam et la mise en œuvre de la ligne Oder-Neisse, le village est intégré à la République populaire de Pologne. La population d'origine allemande est expulsée et remplacée par des polonais.
De 1975 à 1998, le village appartenait administrativement à la voïvodie de Zielona Góra.

Depuis 1999, il appartient administrativement à la voïvodie de Lubusz.